# Parallelia interpensa
Parallelia interpensa är en fjärilsart som beskrevs av Achille Guenée 1852. Parallelia interpensa ingår i släktet Parallelia och familjen nattflyn. Inga underarter finns listade i Catalogue of Life.